# Људи од части
Људи од части (енгл. Men of Honor) је филмска драма из 2000. коју је режирао Џорџ Тилман Млађи, док је сценарио написао Скот Маршал Смит. Главне улоге играју: Кјуба Гудинг Млађи, Роберт де Ниро и Шарлиз Тeрон.

## Радња
1948. година. Син земљорадника и корисника аренде Карл Брашир придружује се морнарици. Сазнавши од својих другова да тамнопути људи могу служити само на галији и официрским редовима, он крши забрану и одлази да се купа на отвореном мору на дан намењен белцима. Пливајући даље од морнара који га јури, он обара рекорд бродске посаде у брзини. Импресионирани капетан га пребацује да служи на палуби. Током хеликоптерске несреће, Брашир је сведок подвига рониоца, главног подофицира Недеља, који је ризиковао живот и тело да би спасао свог друга. Импресиониран, Карл тражи од капетана препоруку за пријем у школу за обуку роњења. Након опоравка, недеља се уклања из ронилачке службе и прелази у исту школу као инструктор.
У школи, Брашир наилази на непријатељство. Једини морнар који је остао са њим да преноћи у истој касарни суспендован је из школе. Брашир вредно учи, иде у јавну библиотеку викендом. Библиотекарка Џо пристаје да учи са њим и касније постаје његова жена. Током једног од задатака, Брашир спасава једног од кадета, али команда не награђује њега, већ кукавицу партнера. Директор школе не може да дозволи помисао да ће црнац постати ронилац и наређује Недељи да одсече Брашира на завршном испиту - склапајући чвор под водом. Недеља, принуђена да се повинује наређењу, отвара кесу са алатом и резервним деловима, просипајући их по кориту реке. Брашир се не предаје и девет сати тражи све детаље у мраку, у хладној води, и скупља чвор. Недеља га потврђује, у знак одмазде, директор школе отпушта инструктора.
Брашир се помера на корпоративној лествици. Током потраге за потопљеном хидрогенском бомбом, умало не пада под пропелер совјетске подморнице која се приближава, али на крају проналази бомбу. Приликом подизања бомбе задобио је тешку повреду ноге, команда ће га пустити у рад. Тражи да му се ампутира оштећени део ноге и за три месеца поново овери као ронилац. Изненада, Сенди му прискаче у помоћ, деградиран у вишег подофицира. Бивши командант Недеље, капетан Хенкс, који је постао шеф кадровског одељења флоте, прикупља провизију. Он захтева од Брашира да обуче ново ронилачко одело, устане и пређе дванаест корака, према упутствима које је сам написао. Захваљујући подршци у недељу, Брашир успева и посрамљује Хенкса, који мора поново да сертификује Карла као рониоца.

## Улоге
- Роберт де Ниро - Лезли В. „Били“ Сандеј
- Кјуба Гудинг Млађи - Карл Брашир
- Шарлиз Терон - Гвен Сандеј
- Инџену Елис - Џо
- Хал Холбрук - капетан „господин Папи"
- Мајкл Рапапорт - Сноухил
- Пауерс Бут - капетан Пулман
- Дејвид Кит - капетан Хартиган
- Холт Макалани - MM1 Дилан Рорк
- Џошуа Ленард - PO2 Тимоти Даглас Ајзерт
- Денис Траутман - Бутс
- Џошуа Фајнман - Дубојс
- Тио Николас Пагонес - Мелеграно
- Рајан Хани-
- Дејвид Конрад - Lt./Cmdr./капетан Хенкс

## Зарада
- Зарада у САД -  48.818.921 $
- Зарада у иностранству -  33.524.574 $
- Зарада у свету - 82.343.495 $